# Aroeira-vermelha
Aroeira-vermelha (nome científico: Schinus terebinthifolia)[a], também chamada aroeira-da-praia, aroeira-de-remédio, aroeira-mansa, chibatã, cabuí, cambuí ou fruto-de-sabiá, é uma árvore nativa da América do Sul da família das anacardiáceas (Anacardiaceae). Consta em octogésimo quarto na lista das 100 das espécies exóticas invasoras mais daninhas do mundo da União Internacional para a Conservação da Natureza (UICN)

## Etimologia
Os nomes vernáculos cabuí e cambuí derivam do tupi kambu'i. Por sua vez, chibatã tem etimologia desconhecida.

## Descrição
A aroeira-vermelha é um arbusto ou pequena árvore extensa, com sistema radicular raso, atingindo altura de sete a dez metros. Os galhos podem ser eretos, reclinados ou quase como videiras, todos na mesma planta. Sua morfologia plástica permite que prospere em todos os tipos de ecossistemas: de dunas a pântanos, onde cresce como planta semiaquática.

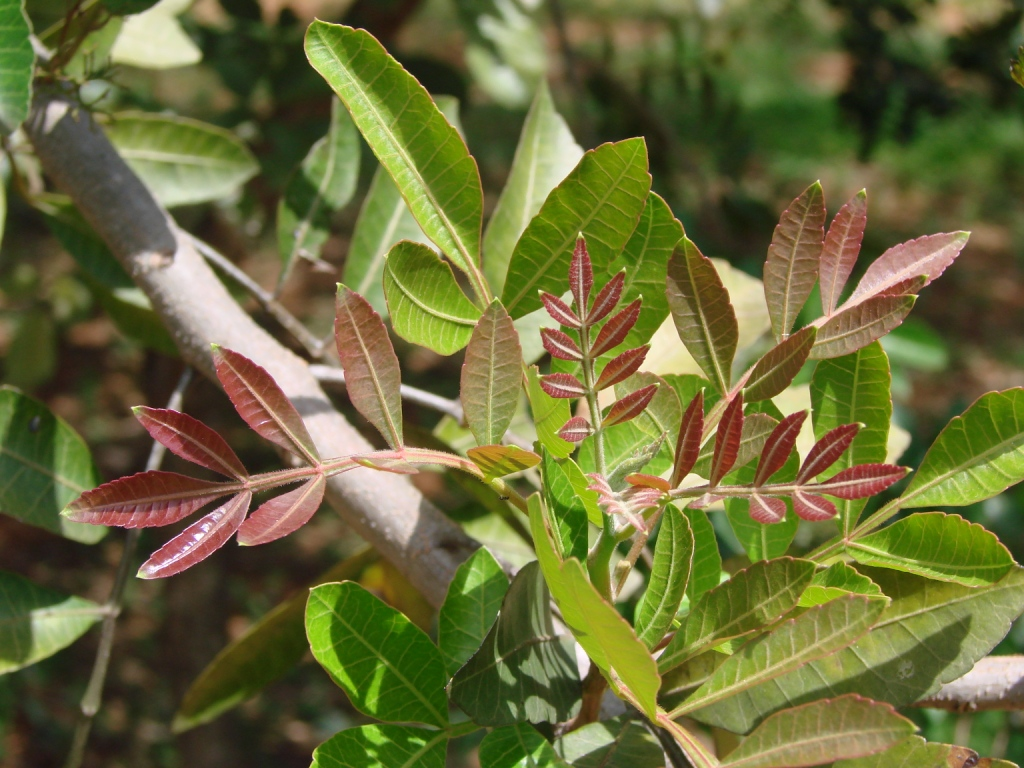
Folhas
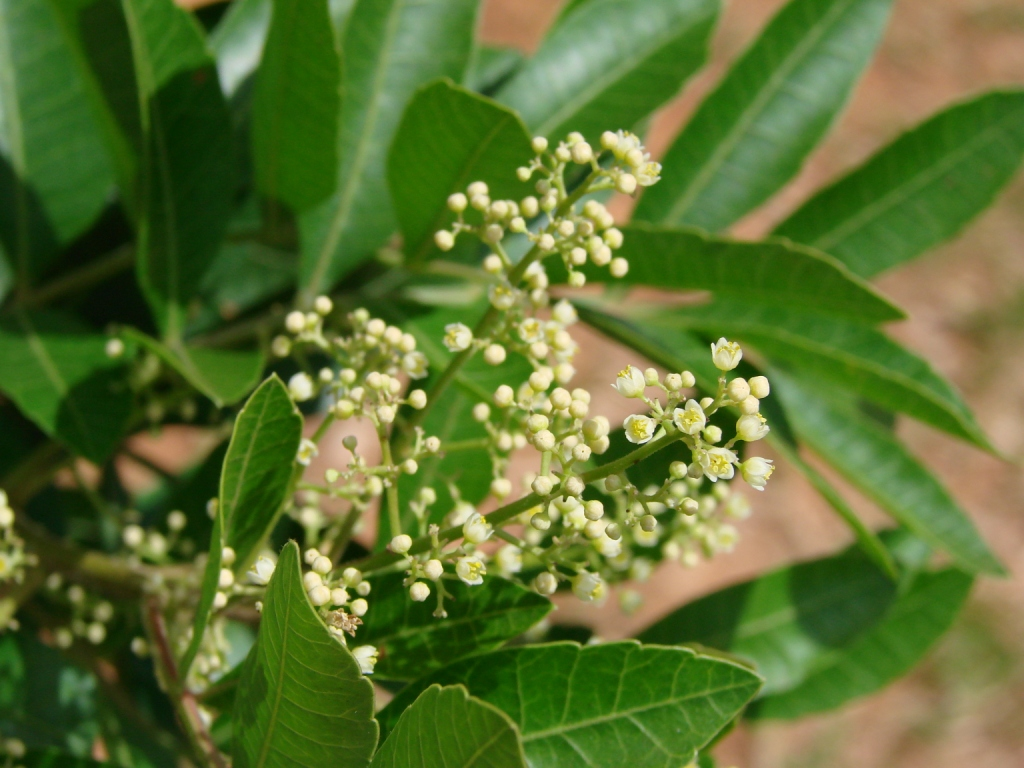
Flores
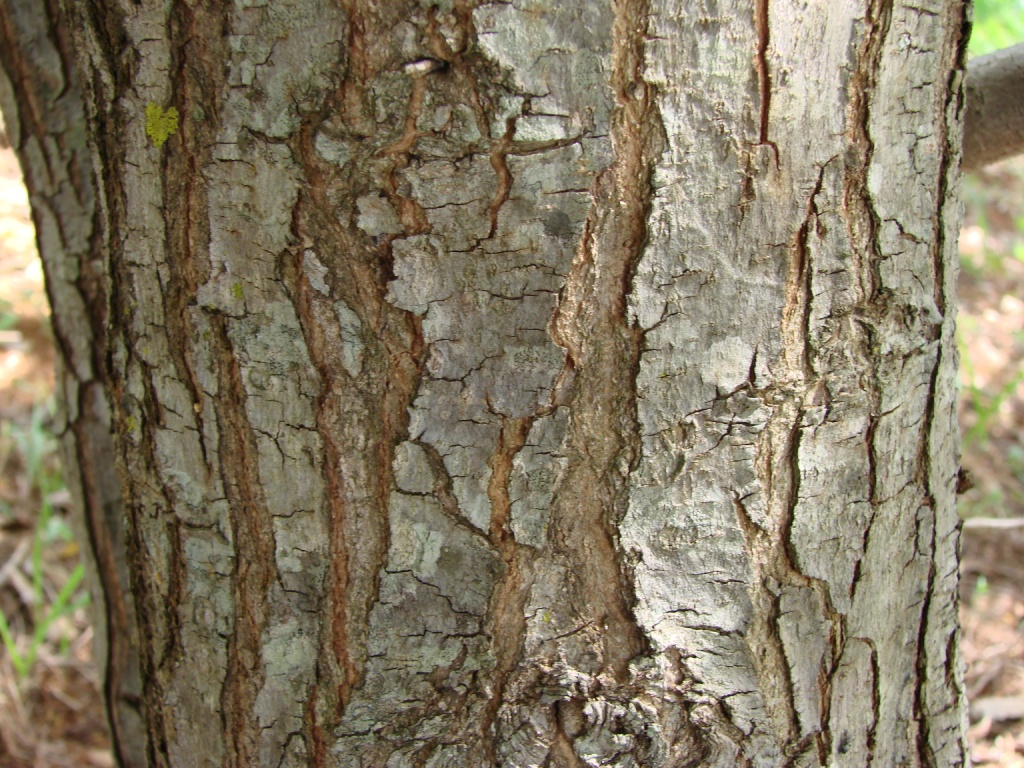
Tronco
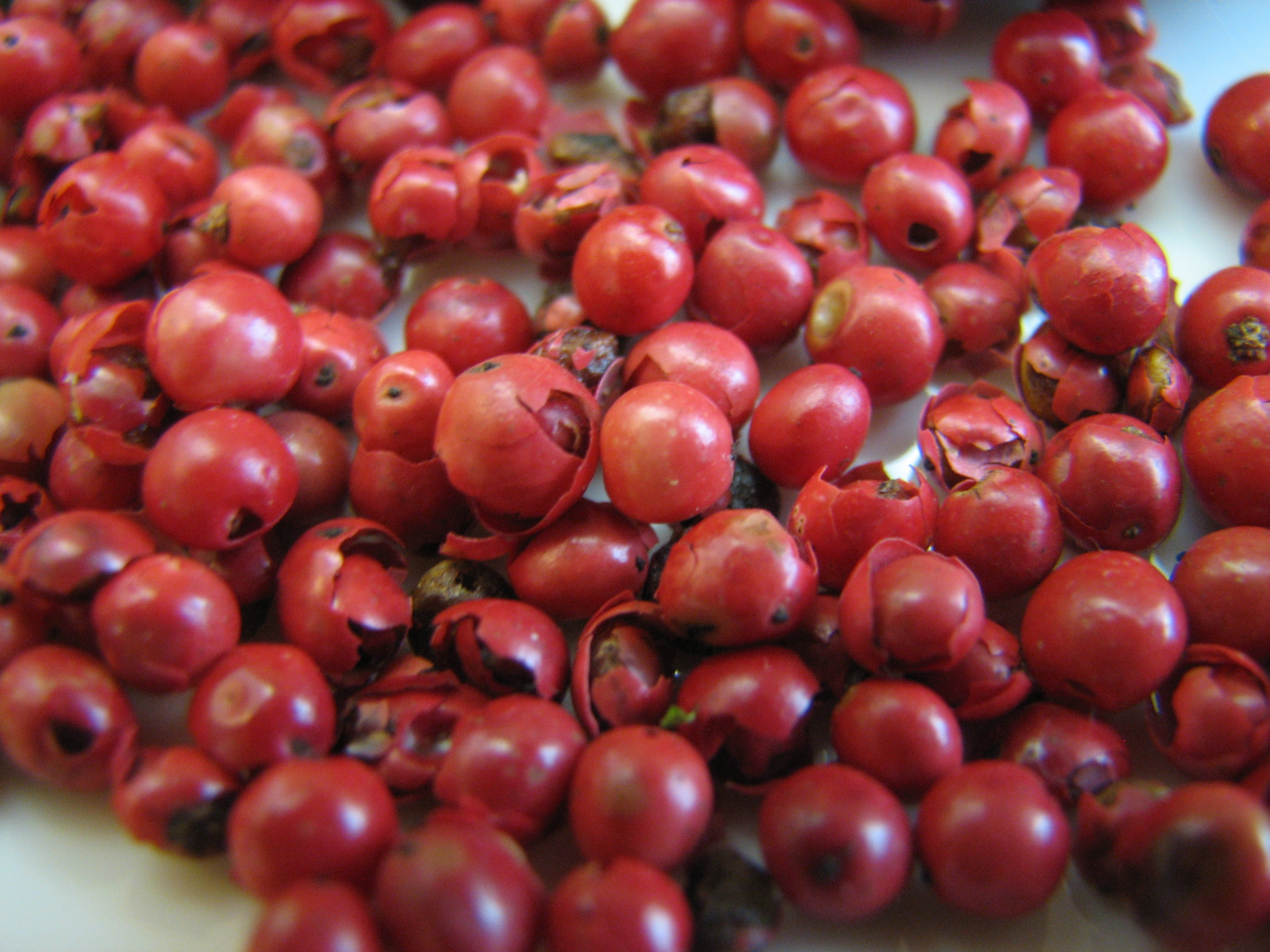
Frutas secas

## Distribuição e habitat
A aroeira-vermelha é nativa da Argentina, Paraguai e Brasil, onde ocorre nas regiões Norte (Amapá, Pará e Tocantins), Nordeste (Alagoas, Bahia, Ceará, Maranhão, Paraíba, Pernambuco, Piauí, Rio Grande do Norte e Sergipe), Centro-Oeste (Distrito Federal, Goiás, Mato Grosso do Sul e Mato Grosso), Sudeste (Espírito Santo, Minas Gerais, Rio de Janeiro e São Paulo) e Sul (Paraná, Rio Grande do Sul e Santa Catarina). Nos Estados Unidos, foi introduzido na Califórnia, Texas, Havaí, Arizona, Nevada, Luisiana e Flórida. Particularmente na Flórida, foi introduzida no mais tardar em 1891, mas provavelmente o processo ocorreu mais cedo, e ela se espalhou rapidamente desde cerca de 1940.
No Brasil, é uma planta dos biomas de Caatinga, cerrado, Mata Atlântica e pampa, ocorrendo em área antrópica, campo limpo, floresta ciliar ou galeria, floresta estacional semidecidual, floresta ombrófila, floresta ombrófila mista, manguezal e restinga.

## Polinização

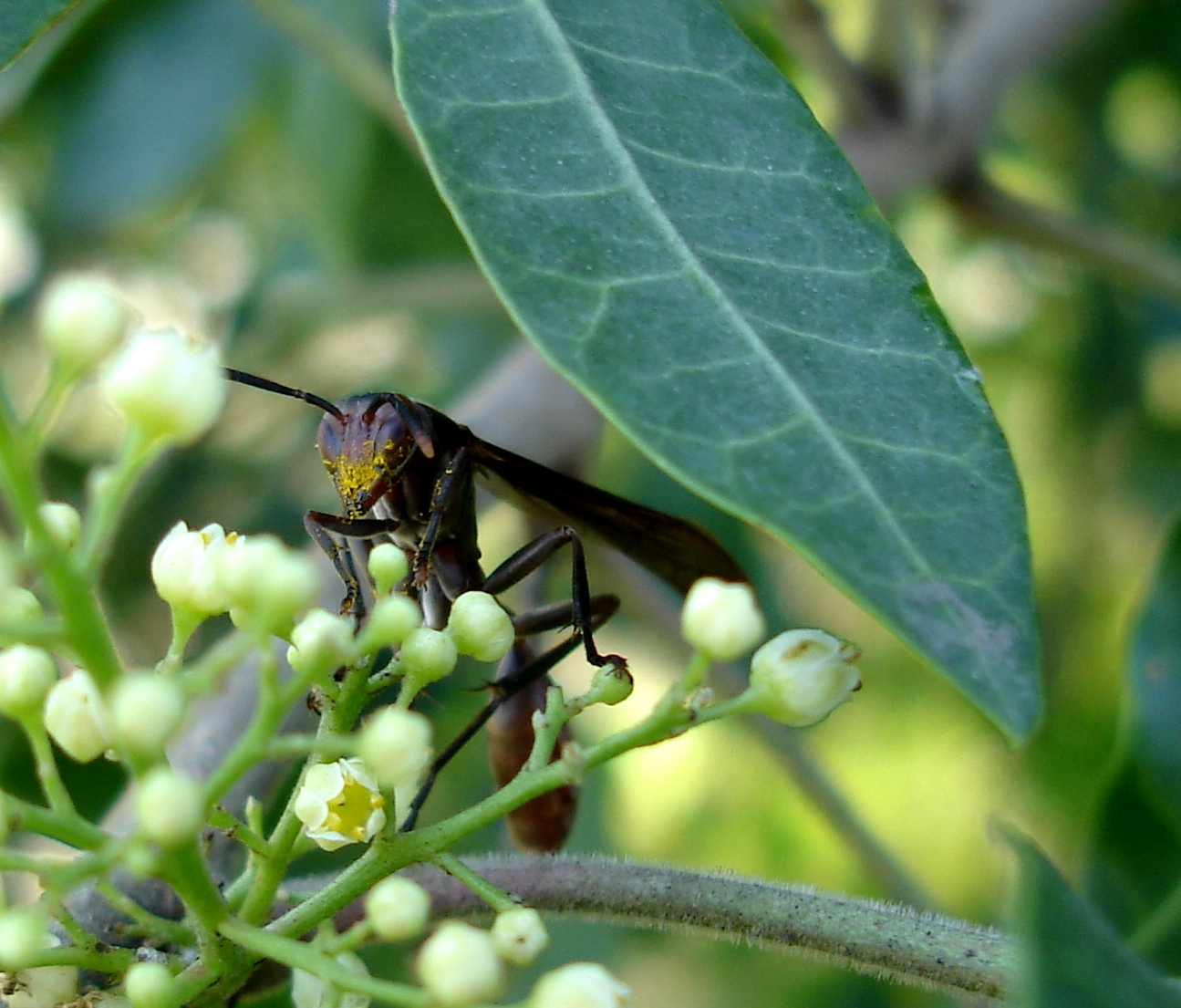
A vespa Mischocyttarus rotundicollis transportando grãos de pólen de aroeira-vermelha

A espécie é generalista quanto aos polinizadores, possuindo vasta gama de vetores de pólen, sendo em geral polinizada efetivamente por algumas espécies de abelhas e vespas e potencialmente por diversos outros insetos.

## Usos
A aroeira-vermelha é amplamente cultivada como planta ornamental em regiões livres de geadas da América do Sul por sua folhagem e frutos. Em seu habitat nativo é uma flor melífera e é a principal fonte de alimento à abelha sem ferrão Tetragonisca angustula, importante produtora de mel na América Central e do Sul. Ela e espalhou e é considerada espécie invasora em muitas regiões subtropicais com chuvas moderadas a altas, incluindo partes ou toda a Austrália, Baamas, Bermudas, sul da China, Cuba, Fiji, Polinésia Francesa, Guame, Havaí, Malta, Ilhas Marshall, Maurícia, Nova Caledônia, Nova Zelândia, ilha de Norfolque, Porto Rico, Reunião, África do Sul e Estados Unidos. Em áreas mais secas, como Israel e sul da Califórnia, também é cultivada, mas geralmente não se mostrou invasora. Na Califórnia, é considerado invasora em regiões costeiras pelo Conselho de Plantas Invasivas da Califórnia. Ela é difícil de controlar porque produz brotos basais se o tronco for cortado. As árvores também produzem sementes abundantes que são dispersadas por pássaros e formigas. Essa mesma robustez torna a árvore altamente útil para reflorestamento em seu ambiente nativo, mas permite que se torne invasora fora de seu alcance natural.
Recentemente, o fruto da planta tem sido estudado e se mostra promissor como tratamento para SARM, pois um produto químico na baga parece impedir que as bactérias produzam uma toxina que decompõe o tecido e também parece suprimir a forma como as bactérias se comunicam. Na medicina popular é usada para tratamento da artrite, febres, ferimentos e reumatismos. Ávila registra os seguinte usos etnofarmacológicos: anti-inflamatória, antiespasmódica, tônica, vulnerária, diurética, antileucorreica, emenagoga, adstringente, cicatrizante, balsâmica e bactericida. Assinalando ainda que com a resina azulada da casca os jesuítas preparavam o “balsamo das missões” de uso corrente entre a população cabocla. De acordo com Guilherme Piso (1611–1678), a aroeira-vermelha é semelhante à murta europeia e à aroeira-salsa (Schinus molle) dos peruanos. Também tem propriedades comuns com o araçá e outros vegetais adstringentes e odoríferos, sendo sua peculiaridade a emanação duma resina fragantíssima da qual se prepara emplastro contra as afecções frias. Segundo ele extrai-se um óleo de suas bagas suculentas, que serve ao mesmo emprego da resina com qualidades aromáticas e quentes. Da destilação de suas folhas frescas se extrai água odorífera e adstringente que "se conserva tanto para expulsar as afecções do corpo como para o luxo".
No Brasil, nos candomblés jeje-nagôs, onde é chamada ajobí (àjóbi), ajobí oilê (àjóbi oilé) e ajobí pupá (àjóbi pupa), a aroeira-vermelha é usada nos sacrifícios de animais quadrúpedes em ebós e sacudimentos, além do emprego medicinal como remédio antirreumático, contra feridas, inflamações, corrimentos e diarreias. Nestas crenças também é uma planta associada aos orixás Oçânhim, Ogum e Exu. Segundo os mitos do candomblé, pela manhã é atribuída a Ogum, e pela tarde a Exu, bem como é utilizada na vestimenta de Oçânhim.

## Toxicidade
A aroeira-vermelha apresenta em sua composição química triterpenos. Num artigo sobre eles, observa-se que as frutas ingeridas têm “efeito paralisante” nas aves. Os efeitos narcóticos e tóxicos sobre pássaros e outros animais selvagens também foram observados por outros, por exemplo, Bureau of Aquatic Plant Management. O AMA Handbook of Poisonous and Injurious Plants relata que os triterpenos encontrados nas frutas podem resultar em irritação da garganta, gastroenterite, diarreia e vômito. Como a maioria dos outros membros das anacardiáceas, a aroeira-vermelha contém alquenilfenois ativos, como urushiol e cardol, que podem causar dermatite de contato e inflamação em indivíduos sensíveis. O contato com a “seiva” duma árvore cortada ou machucada pode resultar em erupções cutâneas, lesões, feridas exsudativas, coceira intensa, vergões, vermelhidão e inchaço (especialmente nos olhos).

## Espécie invasora
A espécie, incluindo a semente, é legalmente proibida de vender, transportar ou plantar na Flórida, de acordo com a Lista de Ervas Nocivas do Departamento de Agricultura e Serviços ao Consumidor da Flórida e é classificada como praga de Categoria I pelo Conselho de Plantas de Pragas Exóticas da Flórida (FL EPPC). Para evitar que a planta se espalhe em comunidades de plantas nativas e as desloque, os regulamentos locais e as diretrizes ambientais exigem sua erradicação sempre que possível. A planta e todas as partes também são ilegais para venda ou transferência no Texas. Como uma das duas espécies vendidas como pimenta rosa, sendo a outra aroeira-salsa, ela não possui status geralmente reconhecido como seguro (GRAS) pela FDA. É uma erva daninha declarada em vários estados da Austrália. Na África do Sul, é classificado como invasor de categoria 1 na província de Cuazulo-Natal, onde quaisquer plantas devem ser removidas e destruídas, e invasor de categoria 3 em todas as outras províncias, o que significa que não pode mais ser plantado.
Vários biocontroles estão sendo estudados para uso na Flórida. Calophya terebinthifolii e Calophya lutea, por exemplo, são dois psilídeos do gênero Calophya com alta especificidade entre plantas da Flórida.